# The Blind Date
The Blind Date es una película ugandesa de 2021 escrita y dirigida por Loukman Ali. Está protagonizada por Martha Kay, Michael Wawuyo Jr. y Raymond Rushabiro. El cortometraje marca la segunda colaboración entre Usama Mukwaya y Loukman Ali después de la serie de televisión Kyaddala, estrenada en 2019. Es el primero de los episodios destinados a crear una antología, con el episodio de seguimiento Sixteen Rounds. Ganó el premio al Mejor Cortometraje en la octava edición del Festival de Cine de Uganda. Tuvo su estreno africano en el 24º Festival Internacional de Cine de Zanzíbar.

## Sinopsis
Jeff (Michael Wawuyo Jr.) está enamorado de una chica, Emily (Martha Kay). Y aunque ella pertenece a otra clase social, Jeff no permitirá que eso lo detenga. Decidido a realizar su amor imposible, hará lo que sea, incluso si tiene que romper algunas reglas.

## Elenco
- Martha Kay como Emily
- Michael Wawuyo Jr. como Jeff
- Raymond Rushabiro como Jacob
- Patriq Nkakalukanyi como Martin
- River Dan Rugaju como Nathan
- Allen Musumba como esposa de Jacob

## Premios y nominaciones
The Blind Date fue ganadora en la categoría Mejor cortometraje en el Festival de Cine de Uganda 2021. También fue nominada como Mejor cortometraje en la edición número cuarenta y dos del Festival Internacional de Cine de Durban.